# Roh Moo-hyun
Roh Moo-hyun (en coreà hangul: 노무현; en hanja: 盧武鉉) (Bongha Maeul, 6 d'agost de 1946 – Bongha Maeul, 23 de maig de 2009) fou el novè President de la República de Corea (2003–2008).
La carrera política de Roh abans de ser President es va centrar en la defensa dels drets humans per als activistes estudiantils de Corea del Sud. Durant la campanya electoral, va rebre el suport de molts joves internautes, que van contribuir a la seva elecció presidencial, fins al punt que la premsa internacional el va qualificar de "primer president-internet del món".
L'elecció de Roh fou important perquè va suposar l'accés al poder d'una nova generació de polítics coreans que havien nascut a la dècada de 1960 i havien anat a la Universitat durant la dècada de 1980. Els membres d'aquesta generació es van formar a les protestes estudiantils contra el règim autoritari, i propugnaven la reconciliació amb Corea del Nord, encara que això suposés un deteriorament de les relacions amb els Estats Units d'Amèrica.
Malgrat les grans esperances que havia produït al principi, Roh es va trobar una molt forta oposició de la dreta i dels mitjans. L'acusaven constantment d'incompetència, i la publicació de crítiques insultants era habitual, de manera que moltes iniciatives acabaven frustrant-se.
Després del seu mandat presidencial, Roh va tornar al seu poble de naixença. El creixement constant del nombre de seguidors que el visitaven fou vist com una amenaça per al Gran Partit Nacional. Catorze mesos després, Roh va ser acusat de corrupció i va esclatar l'escàndol. Això i els diversos fracassos polítics soferts pels seus partidaris van perjudicar la carrera política de tots els membres de la generació que havia portat Roh al poder.
Roh es va suïcidar el 23 de maig de 2009 llençant-se per un barranc a prop del seu poble havent deixat una nota al seu ordinador, versió que va confirmar la policia.